# Макаровская (Кировская область)
 Макаровская  — деревня в Афанасьевском районе Кировской области в составе Пашинского сельского поселения.

## География
Расположена на расстоянии примерно 5 км на юг по прямой от райцентра поселка Афанасьево на правобережье реки Кама.

## История
Известна с 1727 года как деревня Макаровых из 2 дворов. В 1873 году учитывалась как деревня Макаровская (Баевы), состоящая из 47 дворов и 368 жителей, в 1905 (Макаровы или Баевы) 47 и 368, в 1926 (Макаровская или Баевы) 54 и 281 (52 «пермяки»), в 1950 году 55 и 205, в 1989 66 жителей.  

## Население
Постоянное население составляло 12 человек (русские 100%) в 2002 году, 34 в 2010.